# Viskositätsindex
Der Viskositätsindex (VI) beschreibt die Temperaturabhängigkeit der kinematischen Viskosität (m2·s−1) eines Schmieröls, aber nicht dessen tatsächliche Viskosität. Öle mit einem niedrigen Viskositätsindex zeigen eine stärkere temperaturabhängige Viskositätsänderung als solche mit einem hohen Viskositätsindex.

## Definition
Der Viskositätsindex basiert auf einer konventionellen Skala, in der zwei unterschiedlichen Öltypen mit deutlich abweichendem Viskositäts-Temperaturverhalten ein Viskositätsindex von 0 (LVI = Low Viscosity Index = starke Veränderung der Viskosität) und ein Viskositätsindex von 100 (HVI = High Viscosity Index = geringere Veränderung der Viskosität) zugeordnet wurde. Aus dem Vergleich der Viskositäten eines zu beschreibenden Öls mit diesen beiden Referenzölen errechnet sich dessen Viskositätsindex.
Entsprechend der zum Zeitpunkt der Definition in den USA üblichen Messmethode der kinematischen Viskosität erfolgte die Bestimmung in der Maßeinheit Saybolt Universal Sekunden bei 100 und 210 Grad Fahrenheit, festgelegt von der Society of Automotive Engineers (SAE). In der DIN 51563 sind die Werte der beiden Referenzölreihen in der genormten Maßeinheit der kinematischen Viskosität aufgeführt.

## Praktische Bedeutung
Für den Betrieb von Motoren ist eine möglichst geringe temperaturbedingte Viskositätsänderung der Öle erwünscht, also solche mit hohen Viskositätsindizes. Motorenöle mit einem hohen Viskositätsindex können also sowohl im Sommer als auch im Winter benutzt werden. Im Sommer ist die Schmierwirkung solcher Öle noch ausreichend und im Winter sind die Öle nicht zu dickflüssig.
Seit einigen Jahren sind Grundöle mit deutlich höherem Viskositätsindex als dem früheren Maximum von 100 verfügbar. Weiterhin kann der Viskositätsindex von Motorenölen durch Additive, so genannte Viskositätsindexverbesserer, erhöht werden. Heute gibt es also Schmieröle mit einem Viskositätsindex über 100. Der Viskositätsindex von synthetischen Schmierölen liegt zwischen 80 und über 400.

## Tabellen

### Einstufung
| Viskositätsindex | Einstufung |
| ---------------- | ---------- |
| unter 35         | niedrig    |
| 35 bis 80        | mittel     |
| 80 bis 110       | hoch       |
| über 110         | sehr hoch  |

### Beispiele
| Flüssigkeit                   | Viskositätsindex |
| ----------------------------- | ---------------- |
| moderne Mineralöle            | 80–120           |
| Mehrbereichsöl                | 120–140          |
| vollsynthetisches Öl (PAO-Öl) | 135–160          |
| Ester                         | 140–190          |
| Pflanzenöl                    | 195–210          |
| Glykol                        | 200–220          |
| Silikonöl                     | 205–400          |